# دیوید اکسلراد
دیوید اکسلراد (به انگلیسی: David Axelrod) سیاست‌مدار دموکرات آمریکایی یهودی و مشاور اصلی باراک اوباما است.
دیوید اکسلراد دانش آموختهٔ دانشگاه شیکاگو است و مدتی در دانشگاه نورثوسترن نیز تدریس نمود.